# Grammomys macmillani
Grammomys macmillani är en däggdjursart som först beskrevs av Wroughton 1907.  Grammomys macmillani ingår i släktet Grammomys och familjen råttdjur. IUCN kategoriserar arten globalt som livskraftig. Inga underarter finns listade i Catalogue of Life.
Denna gnagare förekommer med tre från varandra skilda populationer i Sydsudan med angränsande områden av Kongo-Kinshasa och Uganda samt i Kenya och Tanzania. Några enstaka fynd dokumenterades i andra afrikanska stater. Arten lever i olika habitat med träd som skogar, träskmarker och gräsmarker med glest fördelade träd. Individerna vilar ofta under byggnadernas tak. De är nattaktiva och klättrar i växtligheten.
Vuxna exemplar är 95 till 120 mm långa (huvud och bål), har en 144 till 190 mm lång svans och väger 27 till 45 g. De har 21 till 26 mm långa bakfötter och 14 till 20 mm stora öron. Huvudfödan består antagligen av växtdelar.